# 튜티 유수포바
튜티 유수포바(Tuti Yusupova, 우즈베크어: Тути Юсупова, 1880년 7월 1일? ~ 2015년 3월 28일)는 우즈베키스탄의 비공식 슈터센티네리언이다. 
사망자를 포함한 기네스북 인정 세계 최고령자는 프랑스 출신 잔 칼망으로 세상을 떠날 당시의 나이는 122세였다. 인정받을 경우 125살로 세계 최고령자로 기록 된다.

## 같이 보기
- 기네스북
- 잔 칼망